# Peltoperlopsis concolor
Peltoperlopsis concolor är en bäcksländeart som först beskrevs av Banks 1931.  Peltoperlopsis concolor ingår i släktet Peltoperlopsis och familjen Peltoperlidae. Inga underarter finns listade i Catalogue of Life.